# Szeméremsértés
A szeméremsértés a nemi erkölcs elleni bűncselekmények csoportjába tartozó bűncselekmény, a jogi tárgya a társadalom nemi vonatkozású erkölcsi érzülete, a közszemérem.

## Magyar szabályozás
- Btk. 205. § (1) Aki magát nemi vágyának felkeltése vagy kielégítése céljából más előtt szeméremsértő módon mutogatja, vétség miatt két évig terjedő szabadságvesztéssel büntetendő.

- (2) Az a tizennyolcadik életévét betöltött személy, aki nemi vágyának felkeltése vagy kielégítése céljából tizennegyedik életévét be nem töltött személy előtt szeméremsértő magatartást tanúsít, ha súlyosabb bűncselekmény nem valósul meg, bűntett miatt három évig terjedő szabadságvesztéssel büntetendő.

- (3) Ha súlyosabb bűncselekmény nem valósul meg, az (1) bekezdés szerint büntetendő, aki mással szemben olyan szeméremsértő magatartást tanúsít, amely a sértett emberi méltóságát sérti.

### Elkövetési magatartás
A bűncselekmény elkövetési magatartása a szeméremsértő módon való mutogatás. A magamutogatás egyfajta exhibicionista cselekmény, valaki lemeztelenített nemi szervét más előtt szándékosan mutatja vagy feltűnően láttatni engedi. A cselekmény még akkor is megvalósul, ha az elkövető az alvó sértett mellett végez önkielégítést, mert elegendő, ha a más által történő észlelés objektív lehetősége fennáll (BH 1993/341.).

### Célzatosság
A bűncselekmény célzatos, csak egyenes szándék mellett jöhet létre, a célzat a nemi vágy kielégítése.